# Муллов, Павел Андреевич
Павел Андреевич Муллов (20 октября [1 ноября] 1832, Пермь — 23 октября [4 ноября] 1893, Санкт-Петербург) — русский юрист. Известен статьями по гражданскому и обычному праву, напечатанных в «Юридическом вестнике» и «Архиве исторических и практических сведений», а также в других юридических изданиях. 

## Биография
Родился в Перми 20 октября (1 ноября) 1832 года в семье титулярного советника Андрея Гавриловича Муллова и его жены Марии Павловны.
Среднее образование получил в Пермской гимназии (вып. 1851), высшее — в Императорском Казанском университете, окончив кандидатом юридический факультет в 1855 году.
В 1855—1858 годах служил в Пермском губернском правлении. В мае 1858 года был командирован в Казанский университет для преподавания российских государственных законов, но отказался от этого вида деятельности и 9 сентября вышел в отставку. Тем не менее, оставался в Казани, где в период 1858—1862 годов был редактором «Записок Императорского Казанского экономического общества».
С 1862 года работал в археографической комиссии и 27 октября 1862 года был избран исполняющим должность доцента кафедры гражданского права в Казанском университете, но отказался от этого избрания. С 1865 года служил по судебному ведомству.
С 13 июня 1879 года состоял в чине действительного статского советника. Был награждён орденами Св. Владимира 3-й ст. (1876), Св. Станислава 1-й ст. (1883), Св. Анны 1-й ст. (1888). В 1879—1881 годах был председателем департамента Харьковской судебной палаты. С 1881 года состоял обер-прокурором третьего департамента Сената, с 1884 года — членом консультации министерства юстиции по вопросу составления гражданского уложения. Участвуя, в качестве члена (с 1884 года), в комиссии по составлению гражданского уложения, занимался вопросами об опеке и о брачном союзе.
Умер в Санкт-Петербурге 23 октября (4 ноября) 1893 года. Похоронен на Волковском православном кладбище.